# Pieter de Bailliu
Pieter de Bailliu (Antwerpen, 1613 – Antwerpen, 1660), flamand rézmetsző.  A neve előfordul Petrus de Bailliu alakban is.

## Pályafutása
1629-ben vették fel az antwerpeni Szent Lukács céhbe. 1635 körül Rómában tartózkodott, ahol Joachim von Sandrart megbízta a Galleria Giustiniana tábláinak a metszésével, melyben Michel Natalis is közreműködött. 1637-ben tért vissza Antwerpenbe.